# Eximiae devotionis
Eximiae devotionis (lat.: Der ernsthaften [außerordentlichen] Hingabe …) ist eine päpstliche Bulle, mit der Papst Alexander VI. den spanischen Königen die neuentdeckten Länder und deren Bevölkerung anvertraute. Hierdurch  sollten die Ländereien in die Kirche eingegliedert werden und die Urbevölkerung sollte missioniert werden.

## Datumsangabe
Über das Datum dieser Bulle bestehen divergierende Aussagen, die Unterschrift soll im Juli 1493 erfolgt sein. Jedoch soll die Bulle auf den 3. Mai 1493 rückdatiert worden sein, damit sie in der Reihenfolge vor der weiteren Bulle Inter caetera, datiert am 4. Mai 1493, eingeordnet werden konnte.

## Gültig für Spanien und Portugal
Der aus Spanien stammende Papst verfasste diese Bulle auf nachdrücklichen Wunsch der spanischen Könige. In diesem Schreiben wurden die anstehenden Auseinandersetzungen über die Gebietsansprüche in der neuen Welt, zwischen Spanien und Portugal, behandelt. Alexander VI. bezeichnete diesen Akt als Spende und außergewöhnliche Gabe an die Könige von Kastilien und León, er sicherte ihnen die volle Machtausübung zu. Der Papst versprach alle denkbaren Unterstützungen und erklärte, dass diese Anordnungen auch weiterhin für die Erben gültig sei. Gleichzeitig erweiterte der Papst die Privilegien auch auf die von den Portugiesen erkundeten Gebiete an den Küsten Afrikas.

## Keine Gebietsaufteilung
Die territoriale Aufteilung der neuen westlichen Ländern wurde in dieser Bulle noch nicht vorgenommen, dieses folgte erst mit der oben erwähnten Bulle Inter caetera. Es wird vermutet, dass der Verfasser von Eximiae devotionis die Beschreibung der Demarkationslinien  schlichtweg vergessen hatte, das unterstreicht auch den Verlust des Originals. In den Archiven über die „Westindischen Gebiete“  in  Sevilla befindet sich nur eine Kopie aus dem Jahre 1515.